# Antti Kosola
Andrew "Antti" William Kosola, född 4 mars 1896 i Wisconsin, död 14 april 1971 i Lake Worth, var en amerikafinländsk pianist, dragspelare, kompositör och orkesterledare.
Kosolas karriär inleddes 1926 och kort därefter anslöt han sig till musikerna Viola Turpeinen och John Rosendahl med vilka han turnerade i Övre mellanvästern. Sedermera värvades Sylvia Polso till gruppen och 1927 flyttade de till New York, där trumpetaren William Syrjälä engagerades i ensemblen.
På 1920- och 1930-talen gjorde Kosola åtskilliga grammofoninspelningar med diverse amerikafinländska vokalister. Åren 1927–1931 gjorde han flera skivor med Leo Kauppi och medverkade under Heikki Tuominens, Matti Jurvas och Tatu Pekkarinens inspelningar i USA. Sammanlagt gjorde Kosola ett femtiotal skivinspelningar fram till 1938. Kosola hade även en egen orkester, med vilken han gjorde två resor till Finland 1927 och 1930.
Som kompositör komponerade Kosola bland annat valsen Meren aallot ("Havets vågor") till vilken Leo Kauppi skrev texten. Valsen spelades in av Kauppi och Kosolas orkester i december 1927.